# Адам Берджесс
Адам Берджесс (17 липня 1992 , Сток-он-Трент, Стаффордшир ) — британський веслувальник, срібний призер Олімпійських ігор 2024 року.

## Виступи на Олімпіадах
| Олімпіада  | Дисципліна     | Місце |
| ---------- | -------------- | ----- |
| Токіо 2020 | каное-одиночки | 4     |
| Париж 2024 | каное-одиночки | 2     |
| Париж 2024 | байдарки-крос  | 31    |

## Зовнішні посилання
- Адам Берджесс на сайті International Canoe Federation (англійська)
- Адам Берджесс на сайті Olympics.com (англійська)
- Адам Берджесс на сайті Olympedia (англійська)
- Адам Берджесс на сайті British Olympic Association (англійська)